# Самиев, Абдусамад Хасанович
Абдусамад Хасанович Самиев (22 апреля 1948, Раштский район, Таджикская ССР — 28 июня 2020, Душанбе, Таджикистан) — историк-философ, доктор философских наук (1995), профессор (1997). Заслуженный работник Республики Таджикистан (1999).

## Биография
- 1972 — окончил Таджикский государственный университет ,
- 1979—1986 — младший научный сотрудник (1979—1981), старший научный сотрудник Академии наук Республики Таджикистан,
- 1986—1992 — зав. сектором диалектического и исторического материализма Академии наук Республики Таджикистан,
- 1992—2000 — зав. отделом социальной философии Института философии и права Академии наук Республики Таджикистан,
- С 2000 профессор кафедры философии и политологии РТСУ. Абдусамад Самиев как эксперт по проблемам безопасности одновременно являлся начальником отдела Аппарата Совета Безопасности Таджикистана.

## Научная и творческая деятельность
- Автор ряда научных работ социально-философских проблем современного общественного развития, национального самосознания и национальной идеи. Участник ряда международных и региональных научных конференциях и симпозиумов. Он неоднократно писал аналитические статьи и выступал с докладами на региональных международных конференциях по проблемам сотрудничества и коллективной безопасности в Центральной Азии[1][2]

## Основные публикации
- Генезис и развитие исторического сознания / А. Самиев ; Отв. ред. Г. Ашуров. — Душанбе : Дониш, 1988. — 120
- Культура как фактор национального единства // Национальное единство. — Душанбе, 2006;
- Национальная идея как философия национального единства // Теория и методология национального единства. — Душанбе, 2007;
- Историческое сознание как самопознание общества. — Душанбе, 2009.
- История и философия науки. Учебник. — Душанбе, 2014.[3][4]